# ニュートンの抵抗法則
ニュートンの抵抗法則（英：Newton's law of drag）とは、流体力学における、流体中を粒子が一定速度で運動するとき、粒子まわりのレイノルズ数が大きく、流体の粘性抵抗が慣性抵抗に比べて無視できるときに成立する、粒子にはたらく抗力について表した式。

## 数式
密度 {\displaystyle \rho } 、粘性 {\displaystyle \mu } の流体中を、断面積 {\displaystyle A} の粒子が速度 {\displaystyle v} で運動するとき、粒子まわりのレイノルズ数が {\displaystyle Re>500} であれば、抗力 {\displaystyle F_{d}} に関して、{\displaystyle \mu } の値にかかわらず、{\displaystyle F_{d}={\frac {k}{2}}A\rho v^{2}} という式が成立する。( {\displaystyle k\simeq 0.44} は抵抗係数)

## 導出
抵抗係数 {\displaystyle C_{d}} において、抗力の式 {\displaystyle F_{d}={\frac {1}{2}}C_{d}A\rho v^{2}} が成り立つ。
また抵抗係数 {\displaystyle C_{d}} については、次の近似式が成立する。
{\displaystyle {\begin{cases}C_{d}\simeq {\dfrac {24}{Re}}&(Re<2)\\C_{d}\simeq {\dfrac {10}{\sqrt {Re}}}&(2<Re<500)\\C_{d}\simeq k(=0.44)&(Re>500)\end{cases}}}
この近似式は実験から示された数式であり、導出するものではない。
仮定より {\displaystyle Re>500} なので、{\displaystyle C_{d}=k} を抗力の式に代入して、{\displaystyle F_{d}={\frac {k}{2}}A\rho v^{2}} となり、ニュートンの抵抗法則が示された。

## 考察
レイノルズ数の定義より、{\displaystyle Re={\frac {\rho vL}{\mu }}} ( {\displaystyle L} は特性長さ) なので、{\displaystyle Re<2} または {\displaystyle 2<Re<500} の場合、レイノルズ数の定義式を近似式に代入し、それを抗力の式に代入すれば以下の抵抗法則が導出される。
{\displaystyle {\begin{cases}F_{d}={\dfrac {12}{L}}A\mu v&(Re<2)\\F_{d}={\dfrac {1}{\sqrt {L}}}A{\sqrt {\rho \mu }}v^{\frac {3}{2}}&(2<Re<500)\\F_{d}={\dfrac {k}{2}}A\rho v^{2}&(Re>500)\end{cases}}}
これらの数式から、慣性抵抗と粘性抵抗のいずれかを無視できるかどうかの境界線を決めることができる。具体的には、粒子の速度が遅いときは粘性抵抗のみを、 速いときは慣性抵抗のみを考えればよい。また、1番目と3番目の数式を見ると、慣性抵抗は速度の2乗に、粘性抵抗は速度そのものに比例しているといえるので、慣性抵抗の方が粘性抵抗よりも強い力であることがわかる。これらのことから、粒子の速度が速くなれば、抗力の大きさは加速的に大きくなるといえる。